# 稚内灯台
稚内灯台（わっかないとうだい）は北海道稚内市の野寒布岬（のしゃっぷみさき）に建つ灯台。

## 概要
宗谷岬灯台と同様に樺太が対岸にある国境の灯台であり、国際海峡である宗谷海峡の航路を守る重要な灯台である。塔高42.7mは北海道で1位の高さであり、全国でも島根県の出雲日御碕灯台に次いで2番目の高さとなる。また、ここから南に延びる西側の海岸線は利尻礼文サロベツ国立公園に指定され、宗谷海峡から利尻島・礼文島を望むこともできる景勝地でもあることから「日本の灯台50選」にも選ばれている。
初代の灯台は松竹の映画、喜びも悲しみも幾歳月のロケ地にもなった。二代目である現在の灯台は1966年稼働。丘陵地にあった初代と灯火の高さを合わせるため、前述のような高さとなっている。雪でも視認しやすいよう赤と白のストライプに塗られている。

## 歴史
- 1900年（明治33年）12月10日 - 野寒布岬の丘陵地（現在の稚内分屯地内レーダーサイト）に初代稚内灯台が点灯、併せて霧笛設置し吹鳴開始[1][3]。
- 1908年（明治41年）1月1日 - 船舶通報事務取扱開始[4]。
- 1915年（大正4年）6月30日 - 燭光数を15万燭光に変更[5]。
- 1966年（昭和41年）1月10日 - 米軍ノシャップ基地の増強と拡張により、現在の位置に移転し二代目稚内灯台が点灯[1]。

## 一般公開
- 年に1度、4月のゴールデンウィーク初日に一般公開を行っている[6]。

## アクセス
- JR稚内駅より、宗谷バスで1系統市内線「ノシャップ」行きに乗車し、「ノシャップ」で下車（所要時間約10分）、バス停から徒歩5分[1]。